# Leptomesochra hirsuta
Leptomesochra hirsuta är en kräftdjursart. Leptomesochra hirsuta ingår i släktet Leptomesochra och familjen Ameiridae. Inga underarter finns listade i Catalogue of Life.